# Lista de prefeitos de Uberlândia
Esta é a lista de prefeitos do município de Uberlândia, no estado brasileiro de Minas Gerais, no Sudeste do país.
| Nº | Nome                                   | Imagem                | Partido   | Vice-prefeito                                   | Início do mandato       | Fim do mandato            | Observações                           |
| 1  | Antônio Alves dos Santos               |                       | PRM       | —                                               | 14 de março de 1891     | 1892                      | Presidente do Conselho de Intendência |
| 2  | Augusto César Ferreira e Sousa         |                       | PRM       | —                                               | 7 de março de 1892      | 1894                      | Agente executivo                      |
| 3  | José de Lélis França (Zeca Major)      |                       | PRM       | —                                               | 1895                    | 1897                      | Agente executivo                      |
| 4  | Severiano Rodrigues da Cunha           |                       | PRM       | —                                               | 1898                    | 1900                      | Agente executivo                      |
| 5  | José Teixeira de Santana               |                       | PRM       | —                                               | 1901                    | 1903                      | Agente executivo                      |
| 6  | Severiano Rodrigues da Cunha           |                       | PRM       | —                                               | 1904                    | 1907                      | Agente executivo                      |
| 7  | Alexandre Marquez                      |                       | PRM       | —                                               | 1908                    | 1911                      | Agente executivo                      |
| 8  | João Severiano Rodrigues da Cunha      |                       | PRM       | —                                               | 1912                    | 1922                      | Agente executivo                      |
| 9  | Eduardo Marquez                        |                       | PRM       | —                                               | 1923                    | 1926                      | Agente executivo                      |
| 10 | Otávio Rodrigues da Cunha              |                       | PRM       | —                                               | 1927                    | 1930                      | Agente executivo                      |
| 11 | Lúcio Libânio                          |                       | PP        | —                                               | 27 de fevereiro de 1931 | 13 de agosto de 1933      | Prefeito nomeado                      |
| 12 | Claudemiro Alves Ferreira              |                       | PP        | —                                               | 13 de agosto de 1933    | 15 de março de 1934       | Prefeito nomeado                      |
| 13 | Vasco Giffoni                          |                       | PP        | —                                               | 19 de março de 1934     | 10 de maio de 1936        | Prefeito nomeado                      |
| 14 | Luiz Lisboa                            |                       | PP        | —                                               | 10 de maio de 1936      | 24 de julho de 1936       | Prefeito nomeado                      |
| 15 | Vasco Giffoni                          |                       | PP        | —                                               | 24 de julho de 1936     | 16 de dezembro de 1937    | Prefeito eleito                       |
| 15 | Vasco Giffoni                          | —                     | PP        | 17 de dezembro de 1937                          | 1943                    | Prefeito nomeado          |                                       |
| 16 | José Antônio Vasconcelos Costa         |                       | PSD       | —                                               | 1943                    | 1946                      | Prefeito nomeado                      |
| 17 | João Paulo Vasconcelos                 |                       | PSD       | —                                               | 14 de janeiro de 1946   | 5 de fevereiro de 1946    | Prefeito nomeado                      |
| 18 | Euclides Gonzaga de Freitas            |                       | PSD       | —                                               | 13 de fevereiro de 1946 | 13 de janeiro de 1947     | Prefeito nomeado                      |
| 19 | Benjamim Magalhães de Oliveira         |                       | PSD       | —                                               | 13 de janeiro de 1947   | 10 de fevereiro de 1947   | Prefeito nomeado                      |
| 20 | Luis da Rocha e Silva                  |                       | PSD       | —                                               | 10 de fevereiro de 1947 | 2 de abril de 1947        | Prefeito nomeado                      |
| 21 | Cleanto Vieira Gonçalves               |                       | UDN       | —                                               | abril de 1947           | 31 de dezembro de 1947    | Prefeito nomeado                      |
| 22 | José Fonseca e Silva                   |                       | UDN       |                                                 | 1º de janeiro de 1948   | 1951                      | Prefeito eleito                       |
| 23 | Tubal Vilela da Silva                  |                       | PSD       |                                                 | 1951                    | 1955                      | Prefeito eleito                       |
| 24 | Afrânio Rodrigues da Cunha             |                       | PRP       |                                                 | 1955                    | 1959                      | Prefeito eleito                       |
| 25 | Geraldo Mota Batista (Geraldo Ladeira) |                       | PR        |                                                 | 1959                    | 1963                      | Prefeito eleito                       |
| 26 | Raul Pereira de Rezende                |                       | UDN       |                                                 | 1963                    | 1967                      | Prefeito eleito                       |
| 27 | Renato de Freitas                      |                       | ARENA     |                                                 | 1967                    | 31 de janeiro de 1971     | Prefeito eleito                       |
| 28 | Virgílio Galassi                       |                       | ARENA     |                                                 | 1º de fevereiro de 1971 | 31 de janeiro de 1973     | Prefeito eleito                       |
| 29 | Renato de Freitas                      |                       | ARENA     |                                                 | 1º de fevereiro de 1973 | 31 de janeiro de 1977     | Prefeito eleito                       |
| 30 | Virgílio Galassi                       |                       | ARENA/PDS |                                                 | 1º de fevereiro de 1977 | 31 de janeiro de 1983     | Prefeito eleito                       |
| 31 | Zaire Rezende                          |                       | PMDB      |                                                 | 1º de fevereiro de 1983 | 31 de dezembro de 1988    | Prefeito eleito                       |
| 32 | Virgílio Galassi                       |                       | PDS       |                                                 | 1º de janeiro de 1989   | 31 de dezembro de 1992    | Prefeito eleito                       |
| 33 | Paulo Ferolla da Silva                 |                       | PTB       | Leonídio Henrique Correa Bouças                 | 1º de janeiro de 1993   | 31 de dezembro de 1996    | Prefeito eleito                       |
| 34 | Virgílio Galassi                       |                       | PPB       |                                                 | 1º de janeiro de 1997   | 31 de dezembro de 2000    | Prefeito eleito                       |
| 35 | Zaire Rezende                          |                       | PMDB      | Celson Martins Borges (PMDB)                    | 1º de janeiro de 2001   | 31 de dezembro de 2004    | Prefeito e vice eleitos               |
| 36 | Odelmo Leão                            |                       | PP        | Aristides Antônio de Freitas Borges (PSDB)/(PP) | 1º de janeiro de 2005   | 31 de dezembro de 2008    | Prefeito e vice eleitos               |
| 36 | Odelmo Leão                            | 1º de janeiro de 2009 | PP        | Aristides Antônio de Freitas Borges (PSDB)/(PP) | 31 de dezembro de 2012  | Prefeito e vice reeleitos |                                       |
| 37 | Gilmar Machado                         |                       | PT        | Paulo Vitiello Filho (PMDB)                     | 1º de janeiro de 2013   | 31 de dezembro de 2016    | Prefeito e vice eleitos               |
| 38 | Odelmo Leão                            |                       | PP        | Paulo Sérgio Ferreira (PSD)                     | 1º de janeiro de 2017   | 31 de dezembro de 2020    | Prefeito e vice eleitos               |
| 38 | Odelmo Leão                            | 1º de janeiro de 2021 | PP        | Paulo Sérgio Ferreira (PSD)                     | 31 de dezembro de 2024  | Prefeito e vice reeleitos |                                       |
| 39 | Paulo Sérgio Ferreira                  |                       | PP        | Vanderlei Pelizer (PL)                          | 1º de janeiro de 2025   | À atualidade              | Prefeito e vice eleitos               |